# Christoph Jehlicka
Christoph Jehlicka (geboren 1983 in Delmenhorst) ist ein deutscher literarischer Übersetzer und Schriftsteller.

## Leben
Christoph Jehlicka studierte Anglistik und Soziologie an der Universität Hamburg sowie Literarisches Schreiben an der Universität Hildesheim. Er arbeitet als Übersetzer und Werbetexter in Hamburg.
Jehlicka übersetzte Bücher von Elizabeth Ellen und Steve Cole aus dem Englischen ins Deutsche. 2018 erschien sein erster Roman Das Lied vom Ende.

## Werke (Auswahl)
- Das Lied vom Ende. Roman. Leipzig : Open House Verlag, 2018 ISBN 978-3-944122-36-6

Übersetzungen
- Elizabeth Ellen: Die letzte Amerikanerin : zwölf Storys. Übersetzung Christoph Jehlicka. Berlin : Schwarzkopf & Schwarzkopf, 2014 ISBN 978-3-86265-339-3 (Fast Machine)
- Steve Cole: Spezial-Agent Mumie – Schief gewickelt. Illustrationen Fréderic Bertrand. Übersetzung Christoph Jehlicka. München : cbj, 2015
- Steve Cole: Spezial-Agent Mumie – Kleopatra total von der Rolle. Illustrationen Fréderic Bertrand. Übersetzung Christoph Jehlicka. München : cbj, 2015 (The Cleopatra case)
- Steve Cole: Spezial-Agent Mumie – mit harten Bandagen. Illustrationen Fréderic Bertrand. Übersetzung Christoph Jehlicka. München : cbj, 2016 (The hieroglyphs of horror)
- Juliet Escoria: Black cloud. Erzählungen. Übersetzung Christoph Jehlicka.  Augsburg : Maro, 2015 (Black cloud)

## Auszeichnungen
- 2019: LesePeter der Arbeitsgemeinschaft Jugendliteratur und Medien der Gewerkschaft Erziehung und Wissenschaft (GEW) für den Roman Das Lied vom Ende als Jugendbuch.[2]